# Oriskany (Schiff)
| USS Oriskany CV-34   | |
| Dienstzeit           | |
| Bestellung:          | 7. August 1942 |
| Kiellegung:          | 1. Mai 1944 |
| Stapellauf:          | 13. Oktober 1945 |
| Indienststellung:    | 25. September 1950 |
| außer Dienst:        | 2. Januar 1957 bis 7. März 1959 |
| Außerdienststellung: | 15. Mai 1976 |
| Verbleib:            | Versenkt als künstliches Riff vor Florida am 17. Mai 2006                                                                          |
| Technische Daten     | |
| Verdrängung:         | 30.800 t |
| Länge:               | 275,5 m |
| Breite:              | 39,3 m |
| Tiefgang:            | 9,3 m |
| Antrieb:             | 8 Dampfkessel 4 Westinghouse-Dampfturbinen über Getriebe auf 4 Schrauben                                                           |
| Geschwindigkeit:     | 33 Knoten (61 km/h) |
| Reichweite:          | 20000 sm bei 15 kn |
| Besatzung:           | 2600 |
| Flugzeuge:           | 90–100 |
| Bewaffnung: (1954)   | 8 × 12,7 cm L/38 in Einzellafetten 16 × 7,6 cm L/50 in Doppellafetten                                                              |
| Panzerung:           | - Flugdeck: 38 mm - Hangardeck: 76 mm zwischen den Aufzügen 64 mm vorn und achtern - Hauptdeck: 38 mm - Türme und Barbetten: 28 mm |

Die USS Oriskany (CV-34), Spitzname Mighty O, war ein Flugzeugträger der United States Navy und gehörte zur Essex-Klasse. Sie war nach der Schlacht von Oriskany im Amerikanischen Unabhängigkeitskrieg benannt.

## Bau
Die USS Oriskany wurde am 1. Mai 1944 auf dem New York Naval Shipyard auf Kiel gelegt, nach etwas mehr als zwei Jahren Bau spezifizierte man die Konstruktion grundlegend neu. Innerhalb eines Modernisierungsprogramms wurde das Landedeck massiv verstärkt, um auch dem höheren Gewicht moderner Flugzeugtypen standhalten zu können. Das Schiff erhielt stärkere Aufzüge und hydraulische Katapulte. Die Flugabwehr-Waffenstände wurden teilweise entfernt. Im Gegensatz zu ihren Schwesterschiffen, die noch nach den ursprünglichen Plänen fertiggestellt wurden, erhielt die Oriskany keine Holzbeplankung auf dem Flugdeck. Stattdessen wurden darauf Platten aus einer Aluminiumlegierung verlegt, was bei den Schwesterschiffen erst im Zuge des Modernisierungsprogramms durchgeführt wurde.

## Einsatz in Korea
Die USS Oriskany absolvierte ihre Qualifizierungsmanöver um den Jahreswechsel 1950/1951. Danach wurde sie abermals umgebaut. Das Schiff stieß im Jahr 1952 zur Fast Carrier Task Force 77, um an den Kampfhandlungen im Koreakrieg teilzunehmen. Dort unternahmen Flugzeuge des Trägers Bomben- und Tiefflugangriffe auf gegnerische Versorgungslinien und Ziele an der Küste. Am 18. November gelang es den Piloten, zwei MiG-15 abzuschießen und eine weitere zu beschädigen.

## Umbau und Einsatz vor Vietnam

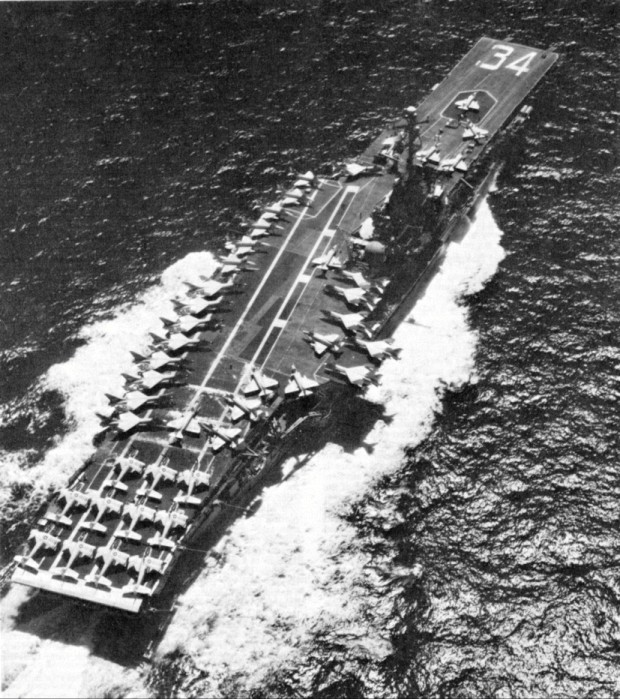
Die USS Oriskany mit Schräglandedeck nach dem SCB-125A-Umbau

Zwischen 1957 und 1959 wurde die Oriskany vorübergehend außer Dienst gestellt und im San Francisco Naval Shipyard modernisiert. Es wurden neue Dampfkatapulte installiert. Nach mehreren Testfahrten war das Schiff mehrfach im fernen Osten. Im Zusammenhang mit der Anlandung US-amerikanischer Truppen in Südvietnam führten Flugzeuge des Trägers im April 1965 mehr als 12.000 Luftangriffe durch. 1966 führte ein Unfall mit einem hitzeerzeugenden Täuschkörper, der zur Ablenkung infrarotgesteuerter Raketen diente, zu einem schweren Brand an Bord, bei dem 44 Mitglieder der Besatzung ums Leben kamen. Kaum repariert, leistete sie der Forrestal Unterstützung, der ein ähnliches Schicksal widerfuhr, als sie im Golf von Tonkin in Brand geriet (siehe auch: Forrestal-Katastrophe). Danach wurden von der Oriskany aus weiterhin Einsätze über Vietnam geflogen. Bei einem solchen wurde John McCain am 26. Oktober 1967 abgeschossen und verbrachte die darauffolgenden sechs Jahre in nordvietnamesischer Kriegsgefangenschaft.

## Außer Dienst

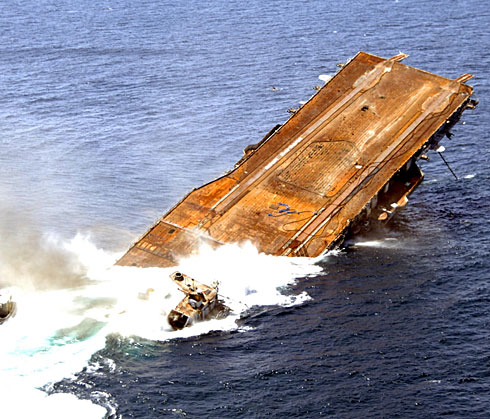
Die Oriskany beim Untergang

Nach mehr als 25 Jahren Einsatzzeit wurde das Schiff 1975 im Marinestützpunkt Bremerton eingemottet.
In den Jahren 1993 und 1995 versuchte man vergeblich, die Oriskany an Abwrackwerften zu verkaufen. Danach wurde beschlossen, das Schiff als künstliches Riff im Meer zu versenken. Nach monatelanger Planung und Vorbereitung fand schließlich am 17. Mai 2006 vor der Küste Floridas die bis dahin zweitgrößte von Menschenhand veranlasste planmäßige Objektversenkung statt (Die größere America war schon bei einer SINKEX am 14. Mai 2005 versenkt worden). Das Wrack bildet nun das Oriskany-Riff (oder Great-Carrier-Reef) 41 km südlich von Pensacola und befindet sich in einer Tiefe zwischen 42 m (137 ft) und 65 m (212 ft).

## Sonstiges
- Die USS Oriskany erhielt zwei Battle Stars für den Einsatz in Korea sowie weitere fünf für den in Vietnam.
- Teile des Films Men of the Fighting Lady (dt. Verwegene Landung) wurden 1954 auf ihr gedreht.
- Die Oriskany ist an vielen Stellen des Films The Bridges at Toko-Ri (dt. Die Brücken von Toko-Ri) mit Grace Kelly von 1955 zu sehen.
- 1998 fand das Schiff Verwendung bei der Darstellung der Unterwelt in dem Robin-Williams-Film Hinter dem Horizont.[1]